# Domesday Book
Domesday Book (engelska, "Domedagsboken", Liber de Wintonia) är en jordebok över England från Vilhelm Erövrarens tid.

## Historik
Den upprättades på Vilhelm Erövrarens befallning från december 1085 och avslutades i augusti 1086. I moderna termer var den folkbokföring som då behövdes för att de erövrande normanderna skulle kunna ta ut skatt i sina nya besittningar. Verket omfattar inte hela England, men den utgör ändå en mycket betydelsefull källa för intresserade av förhållandena i dåtidens England. Till exempel finns inte London med, troligen på grund av stadens storlek.
Den gamla pergamentsurkunden består av en volym i folio- och en i kvartformat. Den senare, en förteckning över egendomarna i tre grevskap, tycks vara en del av det först upprättade egendomsregistret; den förra, som innehåller en förteckning över egendomarna i trettio andra grevskap, kan möjligen vara endast ett sammandrag av det ursprungliga registret. Totalt anses verket i så fall ha innehållit uppgifter för 13 418 olika bosättningar, i England söder om Ribble och Tees, dåtidens skotska gräns. En annan förklaring är att den senare är ett första ambitiöst försök som ansetts vara för omfattande. 
Domedagsboken förvaras numera i London's Public Record Office i Kew. Den upprättades i den kungliga kammaren, efter uppgifter som kronans kommissarier samlade ute i orterna. Där måste invånarna på ed avlägga en fullständig redogörelse för varje egendoms omfång, beståndsdelar och värde. Boken ägde högsta vitsord i jordetvister, och dess utslag ansågs stå fast som domen på domedagen – varav namnet.
År 1783 utgavs den från trycket i två band (med två supplementband 1811–1816). En fotografisk faksimilupplaga av en del av den gamla handskriften utgavs 1862 av Henry James.
Domedagsboken har genom åren gjorts till föremål för ivriga och ingående studier. Den lämnar synnerligen värdefulla bidrag till Englands ekonomiska och kulturella historia under den äldre medeltiden.